# Anarcho-punk
Anarcho-punk je punk rock, který propaguje anarchismus. Termín „anarcho-punk“ je někdy používán jen u skupin, které byly součástí původního anarcho-punkového hnutí z konce 70. a začátku 80. let. Někdy je termín používán k označení punkrockových skupin, jejichž texty mají anarchistický obsah, včetně crust punku, d-beatu, folk punku, hardcore punku, garage punku a ska punku.
První anarcho-punkovou skupinou byla britská skupina Crass, která ve svých textech propagovala ideu Do it yourself.

## Hudební styl a estetika
Všeobecně se dá říci, že anarcho-punkové skupiny hrají rychle skladby, které se soustřeďují na hudební přednes méně, než průměrná punkrocková skupina.

## Významní interpreti
- Chumbawamba
- Conflict
- Crass
- Defiance
- The Ex
- Lost Cherrees
- Oi Polloi
- Propagandhi
- Subhumans[1]
- Anthrax
- Reagan Youth[2]